# Galaxy Macau

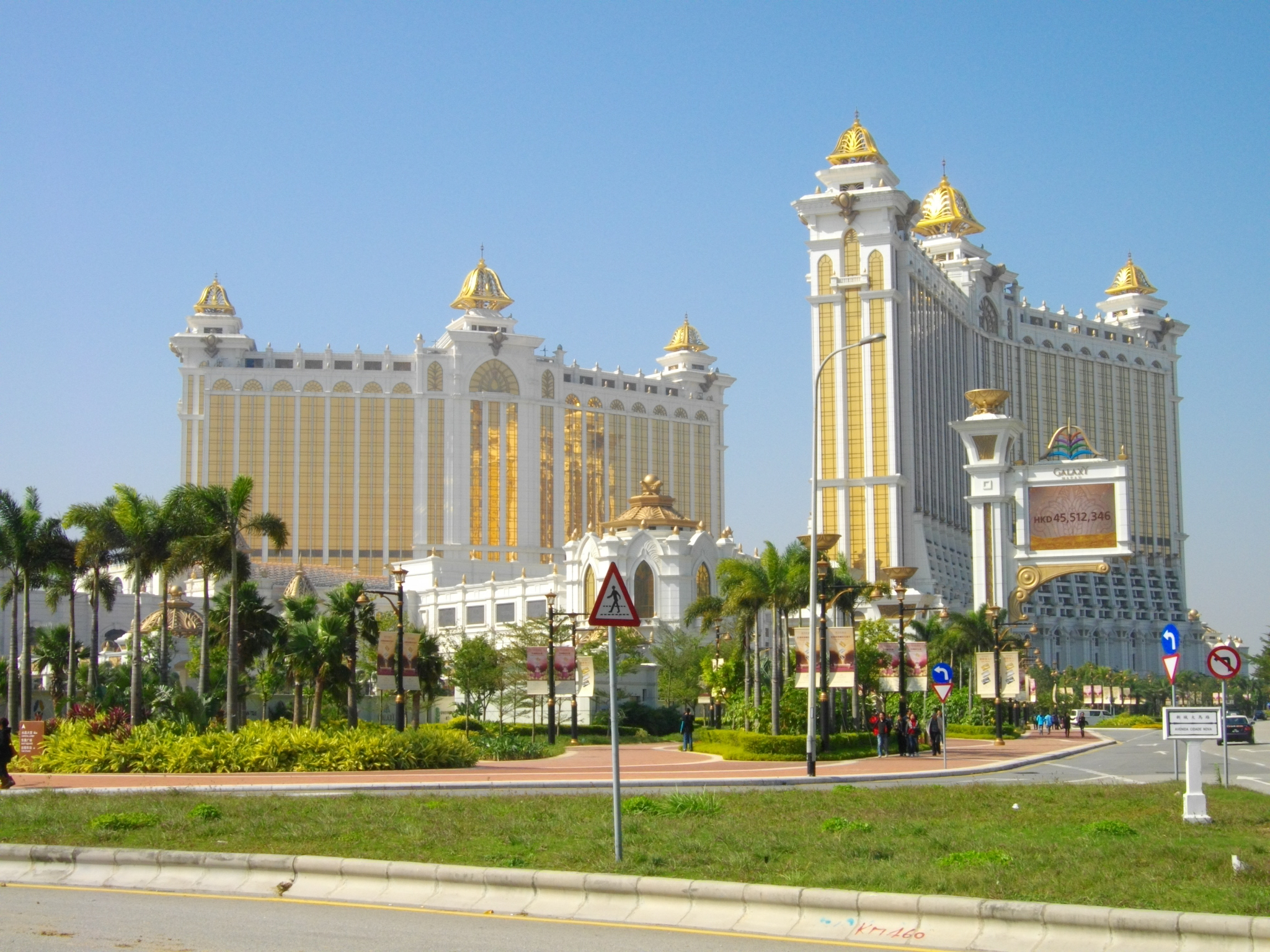
«Галактика Макао»

Galaxy Macau (рус. Галактика Макао) — развлекательный комплекс на Котаи Стрип, Макао. На территории курорта размещены рестораны и клубы, спа-салоны и магазины, отели и казино. Строительство комплекса началось в 2002 году, но с тех пор откладывалось несколько раз. Официальное открытие состоялось 15 мая 2011 года. Стоимость проекта составила более 2 миллиардов долларов.

## Описание
Курорт Galaxy является одним из самых крупных в мире и входит в группу компаний инвестиционного холдинга Galaxy Entertainment Group. На пресс-конференции владельцы заявили о наличии в Galaxy нескольких тропических садов, элитных бунгало для отдыхающих, закрытого VIP-клуба, спа-салона Banyan Tree Spa, шести бассейнов и пляжа на 2000 квадратных метров с 350 тоннами белого песка. Самый большой бассейн расположен на крыше комплекса, его площадь составляет 1200 квадратных метров. Этот бассейн представляет собой своего рода искусственное море — при помощи специальных устройств здесь создаются волны до 1,5 м, чего вполне достаточно для занятий виндсёрфингом.

## Отели
На территории комплекса Galaxy в Макао расположено три огромных отеля Banyan Tree, Hotel Okura и Galaxy Hotel. Общее количество комнат составляет 2200: Galaxy Macau предлагает своим клиентам разместиться в 1500 номерах, отель Okura располагает 410 номерами, а отель Banyan Tree насчитывает 238 комнат. Во всех трех отелях комплекса номера отличаются по уровню — здесь можно зарезервировать как комнаты экономкласса и студии, так и императорские покои.

## Бары и рестораны
Комплекс Galaxy включает более 50 ресторанов и баров, меню которых предлагают клиентам попробовать различные кухни мира. В большинстве заведений самыми крепкими алкогольными напитками являются вина самых различных сортов — коллекция насчитывает несколько тысяч бутылок. У каждого заведения есть своего рода отличительная черта: в баре The Macallan можно попробовать более 360 видов виски, в Sakazuki Sake Bar — лучшая коллекция саке, а джаз бар The Crystal Piano развлекает посетителей игрой на хрустальном рояле.

## Казино
В игорном доме Galaxy расположено около 600 игорных столов для карточных игр, крэпса и рулетки и более 1500 игровых автоматов. Заведение разделено на пять независимых секторов согласно тематике азартных игр. При входе в казино размещен Бриллиантовый фонтан из искусственных камней, в композицию над которым включена хрустальная люстра. Люстра во время представления поднимает вверх из фонтана огромный бриллиант, что сопровождается музыкой и подсветкой для лучшего визуального эффекта.